# نيكولاس تشنغ
نيكولاس تشنغ (بالملايوية: Nicholas Cheng)‏ هو صحفي ماليزي، ولد في 19 أغسطس 1990 في بيتالينغ جايا في ماليزيا.